# Koketa
Koketa (angl. Coquette) je černobílý dramatický film režiséra Sama Taylora z roku 1929 s hvězdou němé éry Mary Pickfordovou v hlavní roli. Film byl natočen na motivy divadelní hry Coquette; a Play in Three Acts George Abbotta a Ann Preston Bridgersové z roku 1927. Mary Pickfordová, pro niž to byl její první zvukový film, si za svůj výkon v roli koketující Normy vysloužila na 2. ročníku udílení Oscarů cenu za hlavní ženský herecký výkon.

## Děj
Norma Besantová je jižanskou kráskou a dcerou lékaře Besanta (John St. Polis). Je nenapravitelná koketa a má mnoho nápadníků. Jedním z nich je i kultivovaný a galantní Stanley (Matt Moore), který se zamlouvá i otci Normy. Ona však propadne lásce k jednoduššímu muži jménem Michael Jeffrey (Johnny Mack Brown). Doktorovi se tenhle obyčejný mládenec moc nelíbí a nařídí dceři, aby se s ním nestýkala. Nicméně Norma dá Michaelovi slib, že na něj počká šest měsíců a pak se vezmou.
Uběhne čtvrt roku, když se Norma rozhodne zajít na taneční večer se Stanleym. Když se u tanečního klubu objeví znenadání Michael, Norma je štěstím bez sebe. Chtějí mít chvilku pro sebe a proto odejdou do lesa, do chatky Michaelovi matky. Tam spolu rozmlouvají o budoucnosti a popíjí kávu. Jimmy (William Janney) hledá sestru téměř celou noc, až to nakonec vzdá a vrací se domů. Norma se dostane do postele až po čtvrté hodině ranní.
Druhý den ráno doktor přísně pokárá svého syna za pozdní příchod. Ptá se ho, kdy se vrátila Norma, o které se začínají po okolí roznášet klepy. Když to zjistí Michael, rozhodne se Normu hned navštívit, i když ví, že to může být nepříjemné. Otec je objeví v náručí, jak si vyznávají lásku. Vzteky zapomíná na slušné vychování a chudého chlapce vyhazuje z domu. Ten se brání a přizná, že noc strávil s Normou. Otec nejdřív vynadá Normě, pak si ze sekretáře sebere zbraň a jde hledat Michaela. Stan, který se právě ukáže v domě, chce zabránit tragédii a utíká za doktorem Besantem.
Lékař však mladého nápadníka zraní s Stanley přichází do domu, aby to Normě oznámil. Se slzami utíká do domu Michaelovy matky, kde nalézá svého milovaného ve smrtelném zranění. Vyznají si navzájem lásku a Michael umírá. Normu navštíví blízký rodinný přítel, aby ji požádal o zalhaní před soudem. Vyjadřuje znepokojení nad tím, co se otci může stát, když ho soud uzná vinným a žádá Normu, aby prohlásila, že Michael byl zrůda. Ona to odmítá a zanevře na otce.
Když se pak soudní proces blíží, Norma má již chladnou hlavu a částečně vyléčené srdce. Rozhodne se proto lhát a otce bránit. Ten se nakonec sám před soudem přizná a své dceři vyjádří hluboké city. Když se Norma uklidní, otec popadne pistoli, která ležela před ním jako důkaz zločinu a před zraky všech se zastřelí. Stanley nabídne Normě doprovod, zdrcená hrdinka to však odmítá a odejde od soudu sama.

## Obsazení
| Mary Pickford     | Norma Besant             |
| Johnny Mack Brown | Michael Jeffery          |
| Matt Moore        | Stanley 'Stan' Wentworth |
| John St. Polis    | doktor John M. Besant    |
| William Janney    | batr Jimmy               |

## Ocenění

### Oscar
- Nejlepší herečka – Mary Pickford